# Hermann Bahlsen (Fabrikant, 1927)
Hermann Bahlsen (* 6. November 1927 in Hannover; † 6. Juni 2014 in Wiesbaden) war ein deutscher Backwarenfabrikant. Er war langjähriges Mitglied der Geschäftsführung und Mitinhaber des Gebäckherstellers Bahlsen.

## Leben
Hermann Bahlsen junior war der Sohn von Hans Bahlsen und ein Enkel des Firmengründers Hermann Bahlsen. Sein Großvater mütterlicherseits, Willy Tischbein, war Generaldirektor der Continental Gummiwerke in Hannover.
Im Zweiten Weltkrieg war Hermann Bahlsen Luftwaffenhelfer und im letzten Kriegsjahr kurzzeitig bei der Marine. Nach Kriegsende absolvierte er zunächst diverse Praktika, holte 1947 das Abitur nach und studierte von 1948 bis 1954 Maschinenbau an der TU Hannover und der Northwestern University in Evanston, Illinois, mit Masterabschluss.
Nach ersten Berufserfahrungen bei verschiedenen Unternehmen trat er 1956 als Leiter des damals neuen Werkes in Barsinghausen in die Geschäftsleitung von Bahlsen ein. Nach dem Tod seines Vaters nahm er an der Seite seiner beiden Onkel 1960 dessen Platz ein. Anfangs war er für die Produktion in den deutschen Tochterfirmen verantwortlich, später Sprecher der Geschäftsführung. Seit 1976 war er persönlich haftender Gesellschafter. Er engagierte sich ab 1963 im Lions Club Hannover.
1993 zog sich Hermann Bahlsen jr. nach fast vier Jahrzehnten Tätigkeit in der Führung des Hannoveraner Unternehmens im Streit mit seinen jüngeren Vettern Werner Michael Bahlsen und Lorenz Bahlsen aus der Geschäftsleitung zurück. 1996 verließ er den Kekshersteller ganz, ließ sich mit der Übernahme der Kapitalanteile und Führung einiger amerikanischer Firmenbeteiligungen sowie der Immobiliensparte der Bahlsen-Gruppe auszahlen.

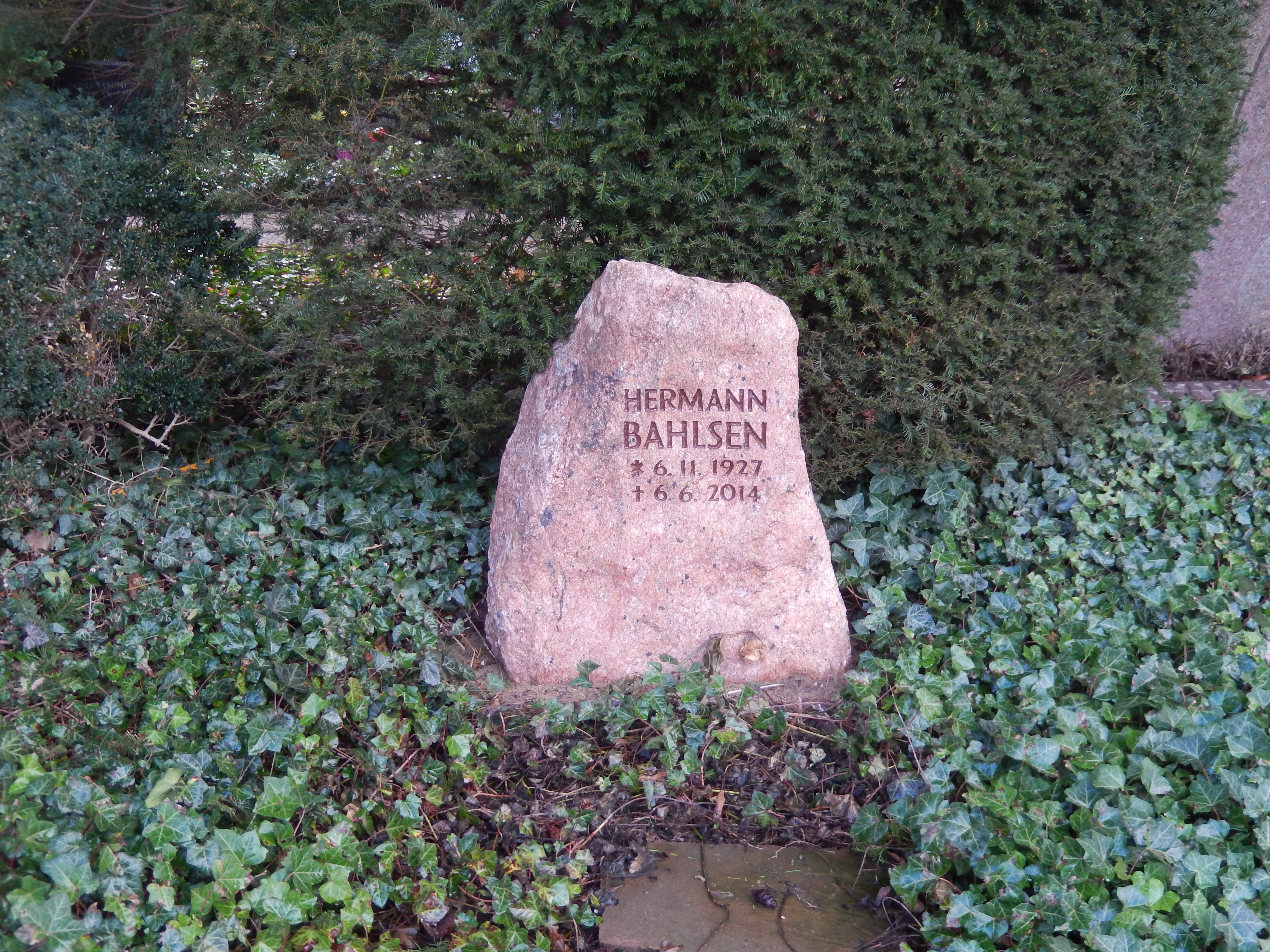
Hermann Bahlsen 1927–2014 Grabstein

Auch aus seinen zahlreichen Ehrenämtern zog er sich zurück. Unter anderem war er von 1981 bis 1995 Präsident der Unternehmerverbände Niedersachsen, dann Ehrenpräsident. Von 1986 bis 1995 war er Vorsitzender der Bundesvereinigung der Deutschen Ernährungsindustrie (BVE), viele Jahre auch Vizepräsident und Vorstandsmitglied der Confédération des Industries Agro-Alimentaires de l’Union Européenne (CIAA, heute FoodDrinkEurope), des Dachverbandes der europäischen Lebensmittel- und Getränkeindustrie.
Aus seiner 1996 geschiedenen ersten Ehe stammen seine drei Kinder Alexander (1957–2019), Hubertus (* 1959) und Dagmar (* 1963). Am 21. September 2009 heiratete Hermann Bahlsen in Wiesbaden die Sprachtrainerin Katja Korkowski, mit der er bis zu seinem Tod verheiratet war. Sein Grab ist auf dem Neuen St.-Nikolai-Friedhof in Hannover.